# Gerardine Botte
Pour les articles homonymes, voir Botte.
Gerardine "Gerri" Gabriela Botte est une chimiste et universitaire américano-vénézuélienne. Elle est professeure à l'Université Texas Tech, où elle dirige le département Whitacre en génie chimique. Ses recherches portent sur le génie électrochimique et le développement de procédés de fabrication durable. Botte est rédactrice en chef du Journal of Applied Electrochemistry et membre de la Electrochemical Society (en).

## Études
Gerardine Botte est originaire du Venezuela et obtient en 1994 son diplôme de génie chimique à l'Université de Carabobo (en) de Valencia. Botte commence sa carrière professionnelle comme ingénieure de procédés dans une usine pétrochimique, puis poursuit ses études aux États-Unis, à l'université de Caroline du Sud où elle obtient sa maîtrise en 1998. Elle mène des recherches sur les batteries lithium-ion et soutient en 2000 sa thèse, intitulée « Thermal stability and modeling of lithium ion batteries », sous la direction de Ralph E. White.

## Recherche et enseignement universitaire
Elle est nommée à l'Université du Minnesota à Duluth, puis elle rejoint l'université de l'Ohio, de 2002 à 2019. Botte fonde et dirige le Center for Electrochemical Engineering Research (CEER), soutenu par le National Institute of Standards and Technology. Botte s'intéresse au développement de piles à hydrogène à base d'urée. Elle a été la pionnière de l'électrolyse de l'urée en milieu alcalin, qui peut être utilisée pour plusieurs technologies, notamment la production d'hydrogène et l'assainissement des eaux usées. Les procédés électrochimiques qu'elle développe impliquent l'oxydation de l'urée en azote et en dioxyde de carbone à l'anode d'une cellule électrochimique, avec dégagement d'hydrogène à la cathode. Comme la réponse électrochimique est sensible à la concentration d'urée, de tels processus peuvent être utilisés pour surveiller la concentration d'urée dans les diagnostics cliniques et la science alimentaire. 
Depuis 2019, Botte est professeure, titulaire de la chaire du département Whitacre en génie chimique à l'université Texas Tech,.
Elle est directrice de publication du Journal of Applied Electrochemistry.

## Distinctions et honneurs
- 2010 : fellow du World Technology Network [9]
- 2012 : fellow de l'Académie nationale des inventeurs (en)[10]
- 2014 : fellow de l'Electrochemical Society (en)[11]
- Gagnant du défi Science for Solving Society 2015[12]
- 2017 : vice-présidente de la société électrochimique[réf. nécessaire]

## Publications (sélection)
- Boggs, King et Botte, « Urea electrolysis: direct hydrogen production from urine », Chemical Communications, no 32,‎ 2009, p. 4859 (ISSN 1359-7345, DOI 10.1039/b905974a, lire en ligne)
- (en) Vitse, Cooper et Botte, « On the use of ammonia electrolysis for hydrogen production », Journal of Power Sources, vol. 142, no 1,‎ 24 mars 2005, p. 18–26 (ISSN 0378-7753, DOI 10.1016/j.jpowsour.2004.09.043, lire en ligne)
- (en) Botte, Subramanian et White, « Mathematical modeling of secondary lithium batteries », Electrochimica Acta, vol. 45, no 15,‎ 3 mai 2000, p. 2595–2609 (ISSN 0013-4686, DOI 10.1016/S0013-4686(00)00340-6, lire en ligne)